# Соворов, Сергей
Сергей Соворов (англ. Sergie Sovoroff) — алеутский педагог и строитель. 

## Биография
Родился на острове Умнак в алеутском поселке Никольский в 1902 году. Соворов родился всего за девять лет до того, как правительство США запретило охоту на морских выдр. После 1911 года потребность и использование алеутских морских каяков, резко сократились. Но Соворов продолжал видеть потребность в создании моделей морских байдарок. Модели морских байдарок, построенных Соворовым, нередко с тремя люками, в среднем люке которых сидит православный священник, можно увидеть во многих музеях мира. Эти модели морских каяков, искусно сделанные Соворовым, часто снабженные рулем на корме каяка, часто носят имя человека, который их купил или подарил музею, а не Соворова.
Соворов строил модели морских каяков с 1910-х по 1980-е годы, и его работа и преподавание сыграли важную роль в строительстве алеутских морских каяков в период, когда казалось, что древнее искусство будет утеряно навсегда. Возрождение искусства строительства алеутских каяков в конце XX и начале XXI века можно напрямую отнести к наставлениям, вдохновению и самоотверженности Сергея Соворова.
Соворов построил каяки с тремя люками под названием uluxtax и каяк с одним люком под названием iqyax. Модели Соворова продолжают вдохновлять и рассказывать молодежи Аляски о той, важной роли, которую они играли в древней алеутской культуре. Трехмерные модели Сергея служили практическим учебным инструментом, предоставляя чертежи для многих поколений людей, которые хотят воссоздать модели или морские каяки в натуральную величину.
Модели каяков Соворова выставлены в таких местах, как Музей изобразительных искусств Анкориджа, штаб-квартира Ассоциации Алеутских островов Прибылова в Анкоридже и школа в Уналаске, хотя его имя часто отсутствует на публичных выставках.
Сергей умер 27 сентября 1989 года и похоронен в Никольском, Аляска.